# Festa de São Roque

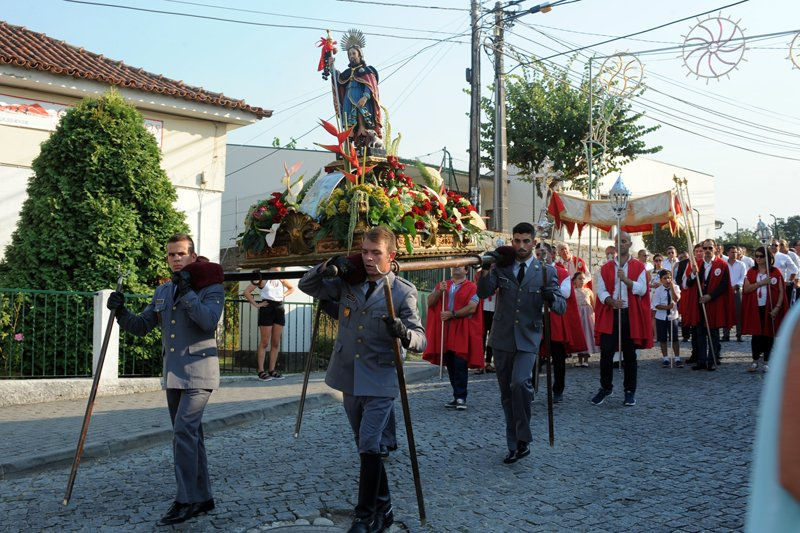
Procissão em honra de S. Roque

A Festa de São Roque é um acontecimento anual e uma tradição de São Paio de Merelim desde há muitos anos.
Nestas alturas, chegam pessoas de todas as partes de Braga, mas também de todo o norte português e por vezes de Espanha. A festa costuma ser sempre presenteada com diversos carroceis, vendedores ambulantes, espectáculos instrumentais e ainda pela actuação de um ou mais cantores portugueses.
Tão tradicional como a própria festa de São Roque é a presença de uma banda num espectáculo ao ar livre (a realizar-se no primeiro fim-de-semana de Setembro). São Paio de Merelim já recebeu grandes bandas portuguesas como os Da Weasel, Delfins, GNR, Rui Veloso, Xutos & Pontapés, Heróis do Mar, UHF, Rádio Macau, Paulo Gonzo, Santos e Pecadores, Sitiados, Quinta do Bill, Alcoolémia ou mais recentemente os Pólo Norte ou Santamaria. Também já foi palco de um grande concerto de uma banda conhecida internacionalmente, os Gene Love Jezebel. O recorde de bilheteira, contudo, deu-se em 2006, com a presença de Tony Carreira.
Em 2009 contou já com a presença do Padre Luís Borga que mais uma vez encheu o largo de S. Roque. Em 2012 voltou a receber uma das grandes bandas portuguesas, os UHF.

Em 2017, e pela primeira vez na sua história, a festa foi realizada em meados do mês de Agosto, sendo assim colocada no dia em que se festeja o advogado da peste, São Roque, a 16 de Agosto.